# Оптический папиллит
 Оптический папиллит  является специфическим типом неврита зрительного нерва. Воспаление зрительного нерва называется «папиллит» или «внутриглазной неврит зрительного нерва»; воспаление орбитальной части нерва называется «ретробульбарный неврит зрительного нерва» или «орбитальный неврит зрительного нерва». Это часто связано с существенными потерями в полях зрения, болями со смещением в яблоко, и чувствительностью к световому давлению в яблоке. Очень часто является первым признаком рассеянного склероза.
Папиллит может иметь такой же вид, как и отёк диска зрительного нерва. Тем не менее папиллит может быть односторонним, в то время как отек диска зрительного нерва почти всегда двусторонний. Папиллит можно отличить от отёка диска зрительного нерва по афферентному дефекту зрачка (Marcus Gunn pupil), большему эффекту в снижении остроты зрения и цветового восприятия и наличию центральной скотомы. Отёк диска зрительного нерва еще не хроническое заболевание и не будет иметь драматического эффекта для зрения. Поскольку повышенное внутричерепное давление может приводить как к отёку диска зрительного нерва так и к параличу шестого (отводящего) нерва, отёк диска зрительного нерва можно отличить от папиллита наличием эзотропии и потерей абдукции. Тем не менее, эзотропия может также развиться вторично в глазу, потерявшем зрение из папиллита. Ретробульбарные невриты, воспаление зрительного нерва в нормальным с виду нерве, связаны с болью и другими проявлениями папиллита. Псевдопапилэдема — нормальный вариант оптического диска, в котором диск показывается поднятым, с нечеткими краями и нормальным сосудистым рисунком. Псевдопапилэдема случается иногда у лиц с дальнозоркостью.
Обработка больного с папиллитом включает в себя поясничную пункцию и анализ спинномозговой жидкости. Инфекции B henselae могут быть обнаружены с помощью серологии. МРТ является предпочтительным методом исследования изображений. Ненормальное МРТ связана с худшим визуальным результатом.